# 딕 체니
리처드 브루스 "딕" 체니(영어: Richard Bruce "Dick" Cheney 리처드 브루스 "딕" 체이니[*], 1941년 1월 30일 ~ )는 미국 공화당의 정치가이며, 미국의 제46대 부통령이다.
1965년 정계에 입문한 체니는 상원에서의 인턴십을 시작으로 당시 1969년 리처드 닉슨 대통령 행정부에서의 위스콘신주 지사의 측근이 되면서 빠르게 권력의 자리로 올라갔다.
1974년부터 1975년까지 제럴드 포드 대통령의 부보좌관이 되었고, 1975년부터 1977년까지 백악관 비서실장으로 일했다. 1978년 하원 의원 선거에서 와이오밍주의 공화당 소속으로 당선이 되어 내리 5선에 성공하였다.
1989년 조지 H. W. 부시 대통령 정부에서 국방부 장관으로 임명되었다. 1993년 장관직에서 물러난 후, 댈러스에 자리잡은 유전 서비스와 건설 회사인 핼리버튼 사의 사장이 되었다.
2000년 7월 당시 조지 W. 부시 텍사스주 지사에게 대통령 선거의 러닝메이트로 임명되어 2001년 1월 20일 46대 부통령이 되었다. 부통령으로서 체니는 부시 행정부에서 주도적인 역할을 수행하여 이전까지의 부통령 역할 보다 더욱 활동적인 부통령으로 알려졌다.

## 어린 시절
네브래스카주 링컨에서 토양 계량 중개인 리처드 허버트 체니와 전 소프트볼 선수 마조리 로레인 디키에게 태어났다. 그의 부모는 둘다 민주당원들이었고, 당시 대통령이었던 프랭클린 루스벨트의 열렬한 지지자였다. 체니는 자신이 후에 고전적 1950년대의 느낌과 함께 목가적으로서 묘사한 타운 와이오밍주 캐스퍼에서 자라왔다. 거기서 그는 고등학교 시절의 연인이자 훗날의 부인 린 빈센트를 만났다.
고등학교 졸업에 이어 체니는 예일 대학교에 전액 장학금을 받고 입학했다. 그러나 성적이 좋지 않아 중퇴했다. 수학하는 동안 전봇대 전선을 설치하는 일을 하기도 했다. 이후 다시 한번 대학을 가기로 결정하였다. 그는 와이오밍 대학교에 입학하여 정치학에서 1965년 문학사를, 1966년 문학석사를 취득하였다.
학생 시절에 체니는 5회의 징병 유예들을 신청하고 받았으며, 베트남 전쟁에 징병되는 것을 피하여 자신이 "군사 복무보다 60년대에 다른 우선권들을 가졌다"고 진술하였다. 1964년 체니와 린은 결혼하여 두 딸 리즈와 메리를 두었다.

## 초기 정치 경력
2개의 학위들과 함께 체니는 1965년 자신의 정치 경력을 시작하였다. 그는 공화당의 다수를 가진 와이오밍주 상원 입법부에 겸임 입법 교생으로 일하였다. 민주당 가족에서 자라온 체니와 그의 부인은 둘다 공화당원으로서 전문적으로 교제하기 시작하였다. 학생 정치학자들을 위한 집필 경연 대회를 이긴 후, 체니는 위스콘신주의 지사 워런 놀스에 측근으로서 직위가 제공되었다.
체니와 린은 둘다 위스콘신 대학교 매디슨에서 박사 학위 프로그램들에 등록하였다. 린은 영어에서 자신의 박사 학위를 취득하였으나 체니는 자신이 위스콘신주 공화당원 빌 스타이거 의원을 위하여 워싱턴 D. C.에서 일하는 데 연구비를 받을 때 아직 자신의 학위 논문을 끝내지 않았다.
체니는 후에 상아탑의 학계와 자신의 불만의 이유로 자신이 정치로 들어가기를 원하였다고 표현하였다. - "행정부에 관한 많은 불평들, 대학의 경영, 가끔 학생들 - 당시 장소가 혼란했던 이유로 거기에 일종의 비판에 관한 이유로 난 항상 파업에 들어갔다. 항의자들을 통제하는 시도를 하는 데 최루 가스와 함께 한 방위군들이 있던 날들이 있었다. 이 사람들은 일어나고 있던 사건들과 불행하였으나 내가 위스콘신 대학교에서 있는 동안 이 사람들 중에 아무도 일어서지 않고, 토론의 아무 편에 세워지지 않았다. 그들은 아주 철수되었다."

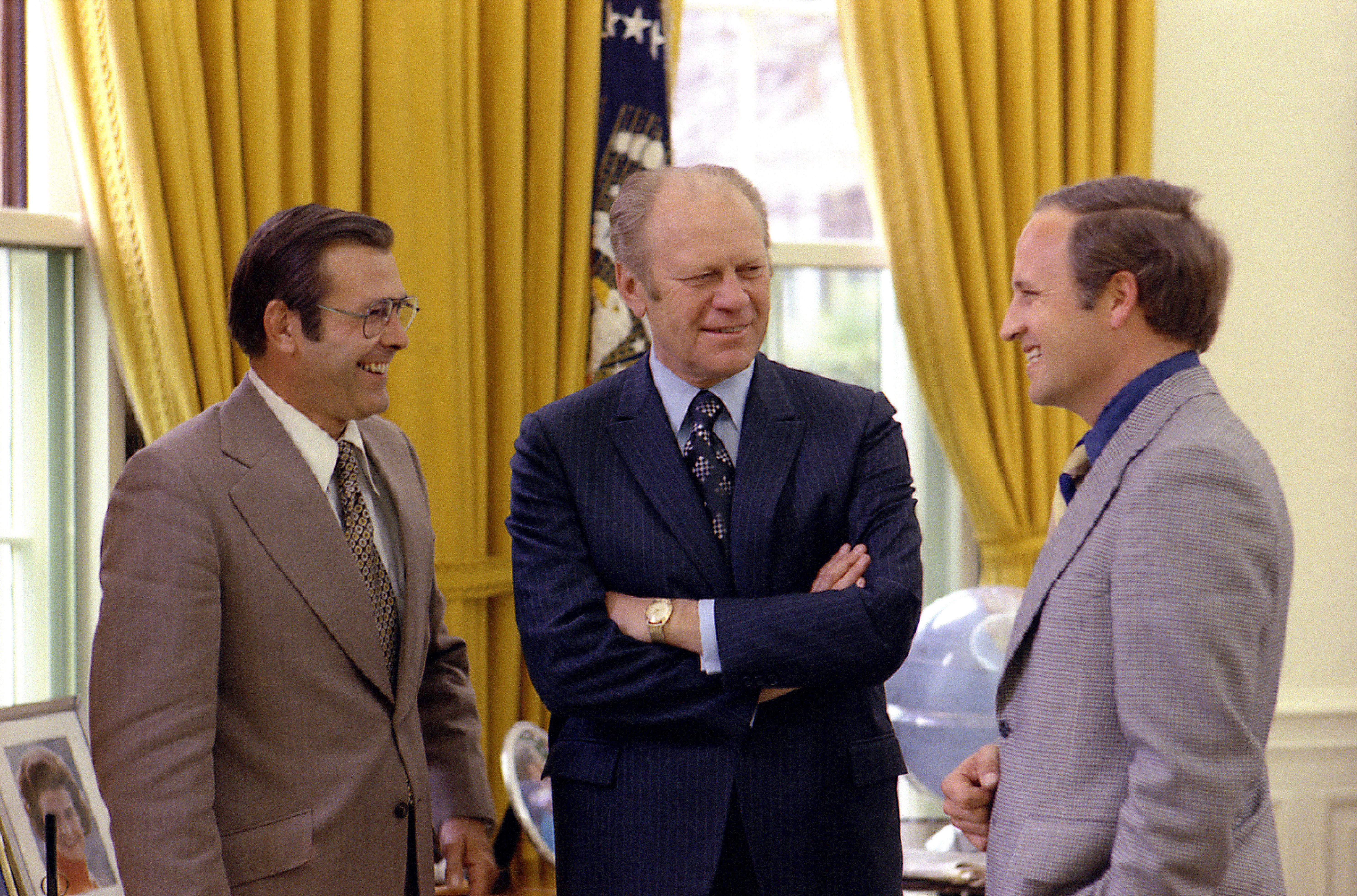
당시 백악관 수석 도널드 럼즈펠드와 제럴드 포드 대통령과 함께 한 체니 (1975년)

## 럼즈펠드와 의석을 만나다
스타이거의 측근으로 지내는 동안 체니는 당시 도널드 럼즈펠드 의원이 경제기획국장이 되는 데 그의 확증 도청들을 어떻게 다루는가를 논의하는 행정 메모를 썼다. 스타이거는 즉시 체니를 기용한 럼즈펠드에게 메모를 보여주었다. 이 일은 2000년대로 들어가 모든 그 후의 공화당 행정부에게 정보를 준 강력한 워싱턴의 관계의 시작이었다. 1976년으로 봐서 체니는 제럴드 포드 대통령의 백악관 수석이었다.
1976년 미국 대통령 선거에서 포드가 지미 카터에게 패할 때 체니는 하원에서 주의 단 하나의 의석을 위하여 나가는 데 와이오밍 주로 돌아갔다. 그의 높은 스트레스적 정치 생활은 해산되기 시작하였고, 37세의 나이 만에 체니는 자신의 첫 심근경색을 겪었다. 그럼에 불구하고 성공적인 체니는 강력한 공화당 의원이 되었다. 그는 5번이나 재선되어 공화당 하원 회의의 의장을 지내고 1988년 12월 소수당 원내 부총무가 되었다.

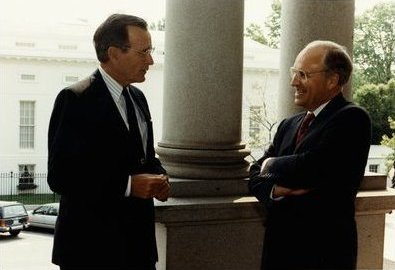
국방부 장관 시절 조지 H. W. 부시 대통령과 함께 (1991년)

## 국방부 장관과 핼리버튼 사장
101회 의회가 소집되기 전에 체니는 뜻밖에도 다가오는 조지 H. W. 부시 대통령을 위하여 국방부 장관이 되는 데 선택되었다. 국방부 장관으로서 체니는 소련의 붕괴와 국방 지출의 소형화와 함께 취급하였다. 그는 자신의 조심스러운 걸프 전쟁의 다룸과 함께 군사의 영예를 얻었다.
1992년 빌 클린턴이 대통령으로 선출될 때 체니는 정부를 떠나고 보수적인 두뇌 집단 미국 기업 연구소에 가입하였다. 1996년 자신이 대선을 위하여 나가는 것을 예상하였어도 대신 1995년 그를 댈러스로 이주하는 데 요구한 핼리버튼 사의 최고 경영자가 되는 데 선택하였다.

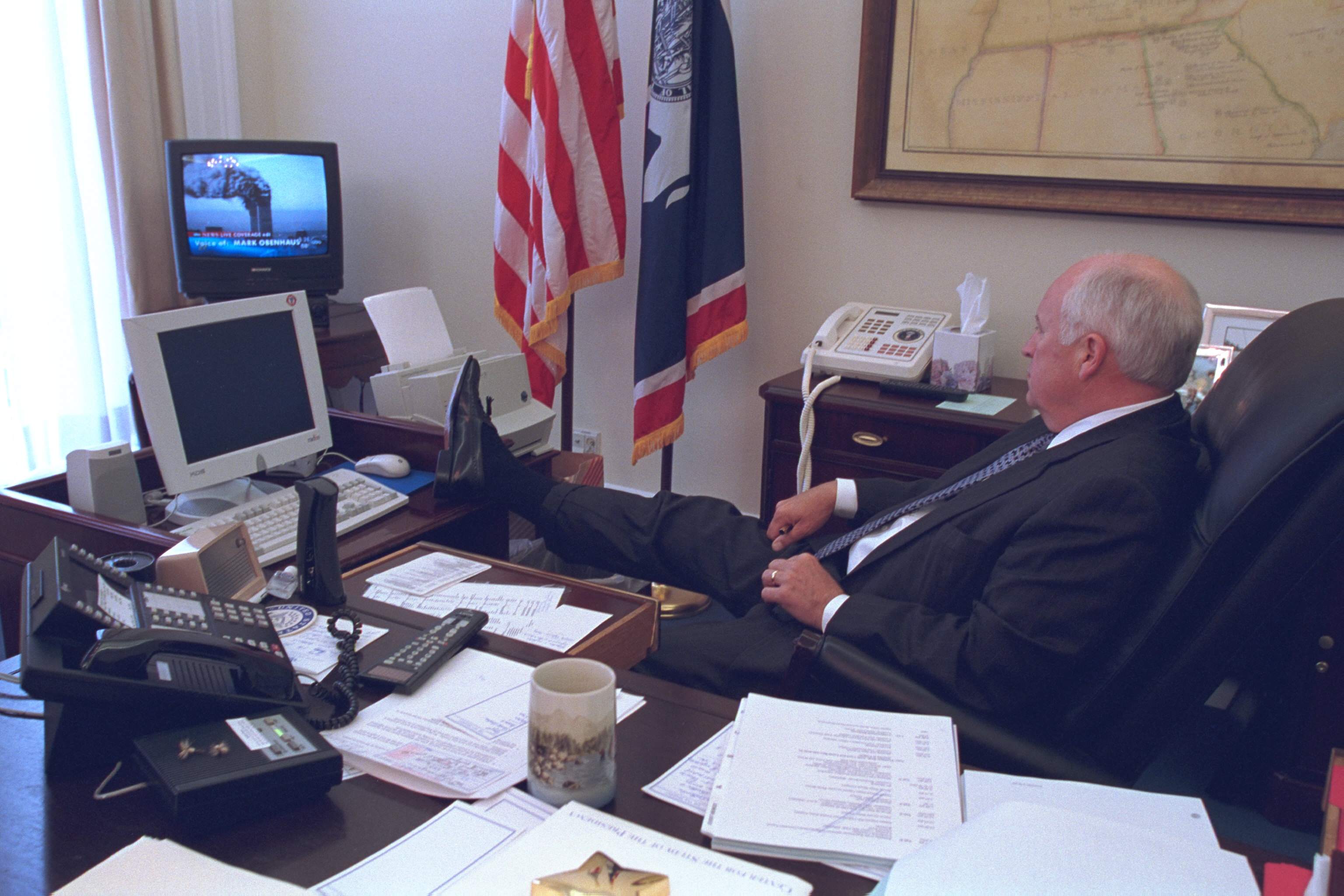
텔레비전을 통하여 시초적 911 테러 사건을 보고 있는 체니 부통령 (2001년)

## 부통령 시절
2000년 텍사스주 지사 조지 W. 부시가 자신의 러닝메이트 지명을 위한 추구를 인솔하는 데 체니를 요구하였다. 부시는 결국 직접 체니를 자신의 부통령으로 지내는 데 의문하였다. 체니는 그러고나서 핼리버튼의 최고 경영자로서 사임하고 선거 운동에 전념하였다. 장기적이고 경쟁적인 진행 후, 부시와 체니는 2000년 미국 대통령 선거의 우승자로서 선언되었다.

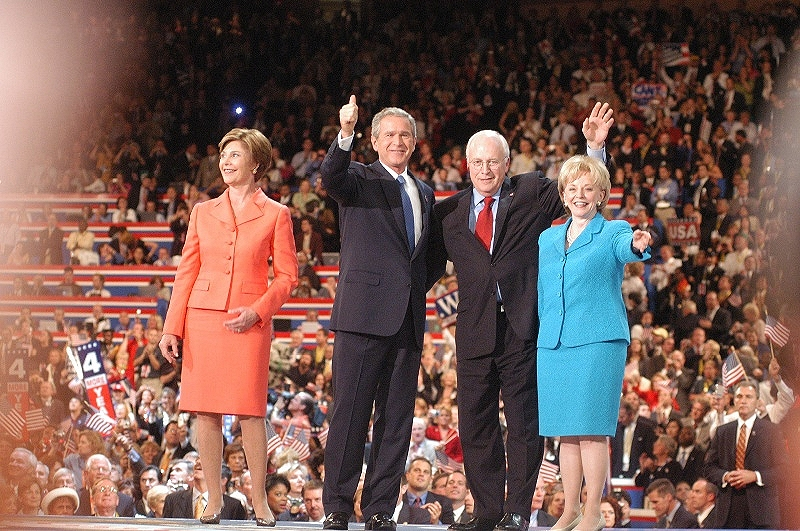
부시와 체니 부부 (2004년)

시작부터 부시와 체니의 관계가 전형적인 대통령과 부통령의 관계가 아니라는 자취들이 일어났다. 댄 퀘일 전 부통령은 모금과 공공의 출연들을 포함한 부통령의 전형적 임무들에 체니를 간단히 알리는 데 시도를 소환하였다. 체니는 보고적으로 "난 대통령과 다른 이해력을 가졌다"고 답변하였다.
결과로 체니는 부시의 백악관의 모든 충성들과 많은 대리인들에게 접근과 함께 부시 행정부를 통하여 부시의 대리적 수석인을 지냈다. 맹렬하게 부시에게 충성적이고 그가 대통령으로서 지내는 데 아무런 야망과 없이 체니는 자신의 의사 일정을 충족시키는 "그림자의 대통령"이 아니었으나 부시의 개설된 계획들의 세목들을 충족시키는 사람이었다. 최고의 수준들에서 군사와 국내적 양쪽의 안정 논쟁들에 거만하게 관련된 체니는 워싱턴 포스트의 기자 바턴 겔만에 의한 퓰리처 상 수상의 시리즈에서 후에 탐사된 많은 발휘되는 비헌법적 권력들의 위험에서도 행정의 지부와 부통령 자신의 양쪽의 권력을 거대하게 확장하였다.

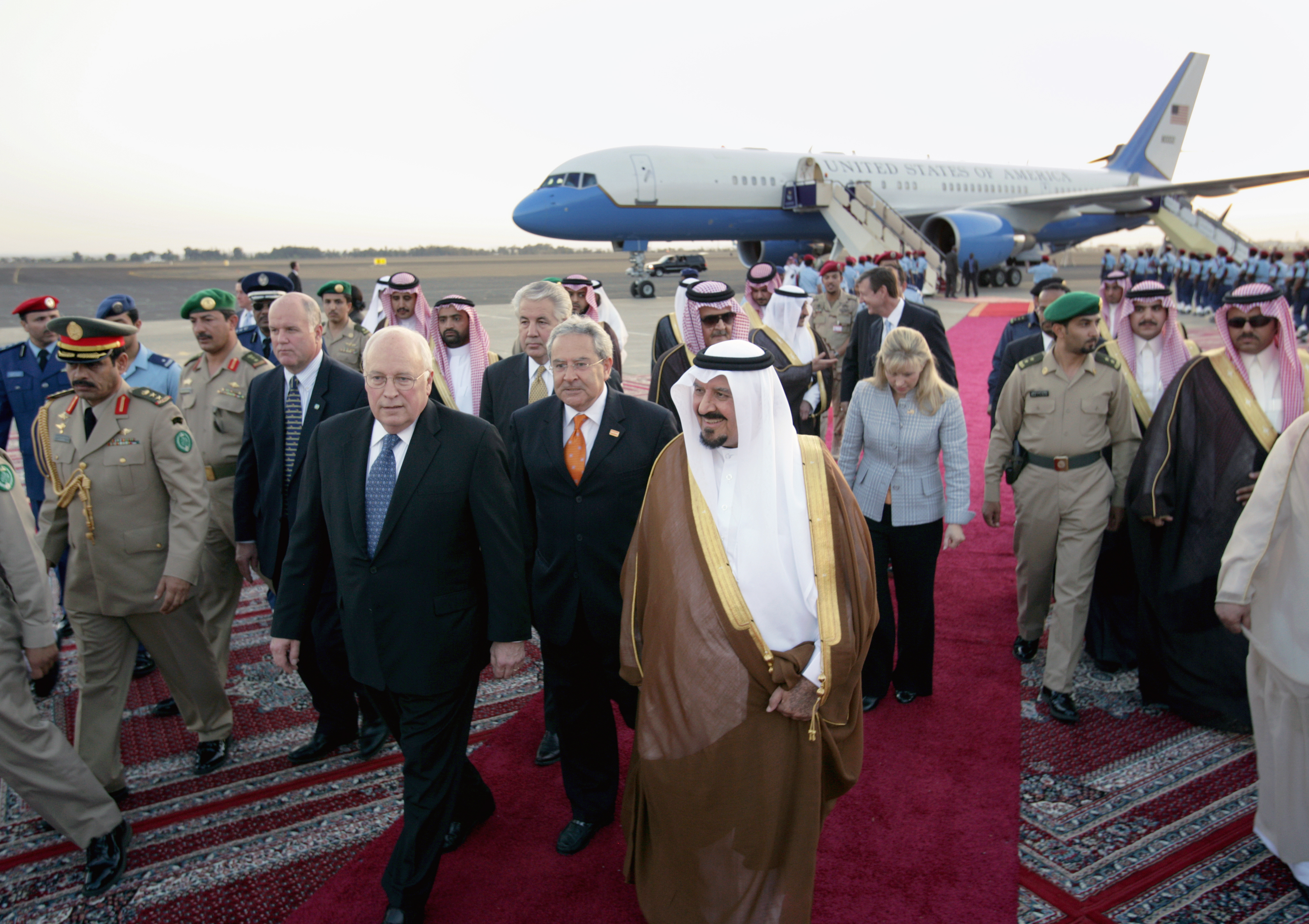
사우디아라비아의 술탄 이븐 압둘아지즈 알사우드와 함께 (2007년)

아마도 한계들의 가장 큰 한도들은 체니의 발레리 플레임 사건과 연루로부터 왔다. 체니의 수석관 I. 루이스 리비는 부시 행정부의 비평가 조 윌슨의 부인이기도 한 비밀 중앙정보부의 요원 발레리 플레임의 신분을 언론계로 누설한 것에 관련되었다. 리비는 수사가 있는 동안에 결국 거짓말을 한 이유로 유죄 판결을 받고 투옥되었고, 부시 대통령은 그의 선고를 감형하였으나 그를 용서하지 않았다. 체니는 후에 공공적으로 자신이 부시의 결정과 동의하지 않았다고 공고하여 그들의 매우 적은 공공적 불동의들 중의 하나를 만들었다.
체니와 부시 사이의 불동의의 또다른 주요 분야는 동성결혼이었으며, 체니의 차녀 메리가 레즈비언임에 반하여 부시는 반대하였다. 딕과 린 체니는 그들이 주들이 결정할 수 있으리라고 믿으면서 아무도 동성결혼을 금지하는 연방적 개정을 후원하지 않았지만 그들은 행정부 동안에 논쟁에 부시 소유의 연방 정책을 형성하는 게 그를 허락하였다.

## 이후의 세월
체니는 2008년 미국 대통령 선거가 열리는 동안 공화당 후보 지명을 추구하는 데 거절하였다. 자신이 버락 오바마 대통령을 그의 오사마 빈 라덴의 사살 사건의 다룸을 위하여 칭찬하였어도 2009년 이래 체니는 오바마 행정부의 비평가로서 뉴스에 정규적으로 나왔다. 2010년으로 봐서 그는 말하고 글을 쓰는 자신의 속도를 느리게 하지 않았어도 5번의 심근경색을 일으켰다.
체니는 정통적으로 자신이 믿은 것이 필요적이었던 일을 하는 데 자신의 권력을 이용한 남자로 여겨졌으며 중요성들에 의하여 단념되지 않았다.

## 역대 선거 결과
| 선거명      | 직책명                         | 대수  | 정당   | 득표율 | 득표수 (선거인단)    | 결과 | 당락                     |
| ----------- | ------------------------------ | ----- | ------ | ------ | -------------------- | ---- | ------------------------ |
| 1978년 선거 | 하원의원 (와이오밍 광역선거구) | 96대  | 공화당 | 58.63% | 75,855표             | 1위  | 와이오밍주 하원의원 당선 |
| 1980년 선거 | 하원의원 (와이오밍 광역선거구) | 97대  | 공화당 | 68.57% | 116,361표            | 1위  | 와이오밍주 하원의원 당선 |
| 1982년 선거 | 하원의원 (와이오밍 광역선거구) | 98대  | 공화당 | 71.09% | 113,236표            | 1위  | 와이오밍주 하원의원 당선 |
| 1984년 선거 | 하원의원 (와이오밍 광역선거구) | 99대  | 공화당 | 73.57% | 138,234표            | 1위  | 와이오밍주 하원의원 당선 |
| 1986년 선거 | 하원의원 (와이오밍 광역선거구) | 100대 | 공화당 | 69.28% | 110,007표            | 1위  | 와이오밍주 하원의원 당선 |
| 1988년 선거 | 하원의원 (와이오밍 광역선거구) | 101대 | 공화당 | 66.62% | 118,350표            | 1위  | 와이오밍주 하원의원 당선 |
| 2000년 선거 | 미국의 부통령                  | 46대  | 공화당 | 47.87% | 50,456,002표 (271명) | 1위  | 미국의 부통령 당선       |
| 2004년 선거 | 미국의 부통령                  | 46대  | 공화당 | 50.73% | 62,040,610표 (286명) | 1위  | 미국의 부통령 당선       |